# Scatella rivalis
Scatella rivalis är en tvåvingeart som beskrevs av Ichiro Miyagi 1977. Scatella rivalis ingår i släktet Scatella och familjen vattenflugor. Inga underarter finns listade i Catalogue of Life.